# سيرجيو ريفا
سيرجيو ريفا (بالإيطالية: Sergio Riva)‏ هو متزلج جماعي إيطالي، ولد في 29 مارس 1983 في بيرغامو في إيطاليا.

## وصلات خارجية
- سيرجيو ريفا على موقع الاتحاد الدولي لألعاب القوى (الإنجليزية)
- سيرجيو ريفا على موقع IBSF (الإنجليزية)
- سيرجيو ريفا على موقع اللجنة الأولمبية الدولية (الإنجليزية)
- سيرجيو ريفا على موقع أوليمبيديا (الإنجليزية)